# Römischer Münzschatz von Rinteln
Der Römische Münzschatz von Rinteln ist ein Hortfund von 243 römischen Silbermünzen, der in den Jahren 1987 und 1988 bekannt wurde. Der Schatz lag im Wesergebirge bei Rinteln in Niedersachsen. Die Münzen stammen aus der Zeit von 31 v. Chr. bis 172 n. Chr.

## Fundstelle
Die Fundstelle befindet sich am südlichen Abhang des Wesergebirges nördlich von Rinteln. Sie liegt im Wald auf etwa 150 m ü. NHN unweit der Gaststätte Waldkater. Nahe der Fundstelle führen zwei zeitlich nicht bestimmbare Hohlwege vorbei, die der Überquerung des Wesergebirges dienten. Die Münzen lagen auf einem Areal von 2 × 2 Meter in einer maximalen Tiefe von 30 cm. Es fanden sich keine Keramikreste eines möglichen Aufbewahrungsbehältnisses. Daher ist anzunehmen, dass die Münzen in einem Behältnis aus organischem Material in den Boden gebracht wurden, dessen Material vergangen ist. Die flächige Verteilung der Münzen dürfte auf Erdbewegungen durch Tiere oder Windwurf von Bäumen beruhen.

## Fundstücke
Der Münzschatz besteht aus 243 Denaren, womit er einer der größten Denarhorte in Nordwestdeutschland ist. Aufbewahrt wird der Schatz im Landesmuseum Hannover.
Die Münzen weisen durch den unsachgemäßen Umgang des Finders bei der Reinigung sämtlich Kratzspuren auf. Die älteste Münze ist ein Legionsdenar des Marcus Antonius, der 31 bzw. 32 v. Chr. für den Ptolemäischen Krieg gegen Octavian geprägt wurde. Die Schlussmünze ist ein Denar des Marc Aurel aus dem Jahr 171 bzw. 172 n. Chr. Die meisten Münzen (105) stammen aus der Zeit von 98 bis 117 n. Chr. Forscher nehmen an, dass der Hort einige Jahre nach der Schlussmünze gebildet wurde und um 180 n. Chr. in die Fundgegend gelangt ist.

## Interpretation der Niederlegung
Forscher sehen einen unmittelbaren Bezug des Hortes zu den vorbeiführenden Hohlwegen. Sie vermuten, dass der Münzschatz im Zusammenhang mit der Überquerung des Wesergebirges in die Erde gelangt ist. Anlass könnte eine plötzliche Notsituation gewesen sein, worauf die geringe Vergrabungstiefe von 30 cm deutet. Forscher schließen eine Niederlegung durch Einheimische eher aus, da sie nicht die Nähe eines Verkehrsweges zum Verbergen von wertvollem Gut genutzt hätten.

## Forschungsgeschichte
1987 bot ein Briefschreiber dem Museum August Kestner in Hannover einen Schatzfund von römischen Münzen zum Kauf an, den ein Bekannter in einem Wald bei Rinteln gefunden habe. Kurze Zeit später überließ der Schreiber dem Museum ca. 180 Münzen zur Begutachtung und später acht weitere Münzen. Der Briefschreiber führte noch 1987 den zuständigen Bezirksarchäologen Erhard Cosack zur Fundstelle. Dort war auf einer Fläche von 4 × 4 Meter das Erdreich frisch durchwühlt. Auch zeigten sich ältere Grabungsspuren. Eine unverzügliche Nachgrabung durch den Bezirksarchäologen führte zum Auffinden einer römischen Münze. 
1988 bot ein Flohmarkthändler in Bremen 56 römische Münzen an. Einem Kaufinteressenten gegenüber äußerte er, sie mit dem Metalldetektor bei Rinteln aufgespürt zu haben. Es seien die schlechteren Reststücke eines umfangreicheren Schatzes, den er bereits größtenteils veräußert habe. Die Denkmalbehörden folgerten, dass die 1987 dem Museum angebotenen Münzen und die 1988 auf dem Flohmarkt aufgetauchten Münzen von der Fundstelle bei Rinteln stammten. 1989 kamen die Denkmalbehörden in den Besitz der restlichen 56 Münzen.